# 佩佩·梅尔
何塞·「佩佩」·梅尔·佩雷斯（西班牙語：José "Pepe" Mel Pérez，1963年2月28日—），西班牙前足球運員，司職前鋒，退役後擔任教練，曾執教西班牙球隊拉科鲁尼亚。

## 外部連結
- BDFutbol球員檔案（页面存档备份，存于） （英文）
- BDFutbol教練檔案 （页面存档备份，存于） （英文）
- Transfermarkt檔案 （页面存档备份，存于） （英文）
- Worldfootball檔案 （页面存档备份，存于） （英文）